# Danh sách cá nhân, tập thể được trao tặng Huân chương Sao Vàng
Huân chương Sao Vàng là một loại huân chương cấp quốc gia được sáng lập bởi Nhà nước Việt Nam Dân chủ Cộng hòa vào năm 1947. Dưới đây là danh sách cá nhân, tập thể được tặng, truy tặng Huân chương Sao Vàng, huân chương cao quý nhất của Nhà nước Việt Nam.

## Thông tin chung
Chủ tịch nước Việt Nam Dân chủ Cộng hòa và Cộng hòa Xã hội chủ nghĩa Việt Nam Tôn Đức Thắng là người đầu tiên được tặng thưởng Huân chương Sao Vàng (ngày 19 tháng 8 năm 1958). Người phụ nữ đầu tiên được tặng thưởng Huân chương Sao Vàng là Phó Chủ tịch Quốc hội Nguyễn Thị Thập (ngày 10 tháng 4 năm 1985). Riêng trường hợp Chủ tịch đầu tiên của nước Việt Nam Dân chủ Cộng hòa Hồ Chí Minh được xét trao tặng Huân chương Sao Vàng vào năm 1963 nhưng Người đã từ chối nhận, vì vậy trong danh sách dưới đây vẫn liệt kê tên Người nhưng không đánh số thứ tự. Không những trao tặng cho các cá nhân và tập thể trong nước, Huân chương Sao Vàng còn được Nhà nước Việt Nam tặng cho nhiều cá nhân, tập thể nước ngoài, ba người nước ngoài đầu tiên được tặng thưởng huân chương này là Leonid Ilyich Brezhnev, Tổng Bí thư Ban Chấp hành Trung ương Đảng Cộng sản Liên Xô; Alexei Nikolayevich Kosygin, Chủ tịch Hội đồng Bộ trưởng Liên Xô và Mikhail Andreyevich Suslov, Bí thư thứ hai Ban Chấp hành Trung ương Đảng Cộng sản Liên Xô; cả ba được trao tặng huân chương này vào ngày 6 tháng 7 năm 1980.

## Danh sách các cá nhân Việt Nam được tặng, truy tặng
Đây là một danh sách chưa hoàn tất, và có thể sẽ không bao giờ thỏa mãn yêu cầu hoàn tất. Bạn có thể đóng góp bằng cách mở rộng nó bằng các thông tin đáng tin cậy.
Lưu ý: Phần in nghiêng thể hiện cá nhân từ chối nhận thưởng
| STT | Tên (Năm sinh–mất)            | Chân dung                    | Quê quán        | Chức vụ cao nhất | Năm        |
| --- | ----------------------------- | ---------------------------- | --------------- | --- | ---------- |
| 1   | Tôn Đức Thắng (1888–1980)     |                              | An Giang        | Chủ tịch nước Việt Nam Dân chủ Cộng hòa, Chủ tịch nước Cộng hòa Xã hội chủ nghĩa Việt Nam                                                                                             | 1958       |
|     | Hồ Chí Minh (1890–1969)       |                              | Nghệ An         | Chủ tịch Đảng Lao động Việt Nam, Tổng Bí thư Ban Chấp hành Trung ương Đảng Lao động Việt Nam, Chủ tịch nước Việt Nam Dân chủ Cộng hòa, Thủ tướng Việt Nam Dân chủ Cộng hòa            | 1963, 1967 |
| 2   | Hoàng Quốc Việt (1905–1992)   |                              | Bắc Ninh        | Chủ tịch Ủy ban Trung ương Mặt trận Tổ quốc Việt Nam | 1985       |
| 3   | Nguyễn Duy Trinh (1910–1985)  |                              | Nghệ An         | Thường trực Ban Bí thư Trung ương Đảng Cộng sản Việt Nam, Phó Thủ tướng Chính phủ nước Cộng hòa xã hội chủ nghĩa Việt Nam                                                             | 1985       |
| 4   | Trần Quốc Hoàn (1916–1986)    |                              | Nghệ An         | Trưởng Ban Dân vận Trung ương Đảng Cộng sản Việt Nam | 1985       |
| 5   | Nguyễn Thị Thập (1908–1996)   |                              | Đồng Tháp       | Phó Chủ tịch Quốc hội nước Cộng hòa xã hội chủ nghĩa Việt Nam | 1985       |
| 6   | Lê Duẩn (1907–1986)           |                              | Quảng Trị       | Bí thư thứ nhất Ban Chấp hành Trung ương Đảng Lao Động Việt Nam, Tổng Bí thư Ban Chấp hành Trung ương Đảng Cộng sản Việt Nam                                                          | 1986       |
| 7   | Trường Chinh (1907–1988)      |                              | Nam Định        | Tổng Bí thư Ban Chấp hành Trung ương Đảng Cộng sản Việt Nam, Chủ tịch Hội đồng Nhà nước Cộng hoà Xã hội Chủ nghĩa Việt Nam, Chủ tịch Quốc hội nước Cộng hòa xã hội chủ nghĩa Việt Nam | 1987       |
| 8   | Phạm Hùng (1912–1988)         |                              | Vĩnh Long       | Chủ tịch Hội đồng Bộ trưởng nước Cộng hoà xã hội chủ nghĩa Việt Nam | 1988       |
| 9   | Phạm Văn Đồng (1906–2000)     |                              | Quảng Ngãi      | Thủ tướng Chính phủ nước Việt Nam Dân chủ Cộng hòa, Chủ tịch Hội đồng Bộ trưởng nước Cộng hòa Xã hội chủ nghĩa Việt Nam                                                               | 1989       |
| 10  | Lê Thanh Nghị (1911–1989)     |                              | Hải Dương       | Phó Chủ tịch kiêm Tổng Thư ký Hội đồng Nhà nước cộng hòa Xã hội Chủ nghĩa Việt Nam, Thường trực Ban Bí thư Ban Chấp hành Trung ương Đảng Cộng sản Việt Nam                            | 1989       |
| 11  | Lê Văn Lương (1912–1995)      |                              | Hưng Yên        | Trưởng ban Tổ chức Trung ương Đảng Cộng sản Việt Nam | 1989       |
| 12  | Lê Đức Thọ (1911–1990)        |                              | Nam Định        | Thường trực Ban Bí thư Ban Chấp hành Trung ương Đảng Cộng sản Việt Nam, Trưởng ban Tổ chức Trung ương Đảng Cộng sản Việt Nam                                                          | 1990       |
| 13  | Võ Nguyên Giáp (1911–2013)    |                              | Quảng Bình      | Phó Chủ tịch Hội đồng Bộ trưởng nước Cộng hòa Xã hội Chủ nghĩa Việt Nam, Tổng Tư lệnh Quân đội nhân dân Việt Nam, Bộ trưởng Bộ Quốc phòng Việt Nam                                    | 1992       |
| 14  | Võ Chí Công (1912–2011)       |                              | Quảng Nam       | Chủ tịch Hội đồng Nhà nước Cộng hoà Xã hội Chủ nghĩa Việt Nam | 1992       |
| 15  | Nguyễn Văn Linh (1915–1998)   |                              | Hưng Yên        | Tổng bí thư Ban Chấp hành Trung ương Đảng Cộng sản Việt Nam | 1992       |
| 16  | Nguyễn Hữu Thọ (1910–1996)    |                              | Long An         | Chủ tịch Quốc hội nước Cộng hòa Xã hội Chủ nghĩa Việt Nam | 1993       |
| 17  | Tố Hữu (1920–2002)            |                              | Huế             | Phó Thủ tướng Thường trực Chính phủ nuớc Cộng hòa xã hội chủ nghĩa Việt Nam | 1994       |
| 18  | Văn Tiến Dũng (1917–2002)     |                              | Hà Nội          | Bộ trưởng Bộ Quốc phòng, Bí thư Quân ủy Trung ương | 1995       |
| 19  | Chu Huy Mân (1913–2006)       |                              | Nghệ An         | Phó Chủ tịch Hội đồng Nhà nước Việt Nam | 1995       |
| 20  | Nguyễn Lương Bằng (1904–1979) |                              | Hải Dương       | Phó Chủ tịch nước Việt Nam Dân chủ Cộng hòa, Phó Chủ tịch nước Cộng hòa xã hội chủ nghĩa Việt Nam                                                                                     | 1996       |
| 21  | Nguyễn Chí Thanh (1914–1967)  |                              | Huế             | Chủ nhiệm Tổng cục Chính trị Quân đội Nhân dân Việt Nam | 1996       |
| 22  | Đỗ Mười (1917–2018)           |                              | Hà Nội          | Tổng Bí thư Ban Chấp hành Trung ương Đảng Cộng sản Việt Nam, Chủ tịch Hội đồng Bộ trưởng nước Cộng hoà xã hội chủ nghĩa Việt Nam                                                      | 1997       |
| 23  | Lê Đức Anh (1920–2019)        |                              | Huế             | Chủ tịch nước Cộng hòa Xã hội chủ nghĩa Việt Nam | 1997       |
| 24  | Võ Văn Kiệt (1922–2008)       |                              | Vĩnh Long       | Thủ tướng Chính phủ nước Cộng hoà Xã hội Chủ nghĩa Việt Nam | 1997       |
| 25  | Lê Quang Đạo (1921–1999)      |                              | Bắc Ninh        | Chủ tịch Quốc hội nước Cộng hòa Xã hội Chủ nghĩa Việt Nam | 2002       |
| 26  | Song Hào (1917–2004)          |                              | Nam Định        | Chủ nhiệm Tổng cục Chính trị Quân đội Nhân dân Việt Nam | 2003       |
| 27  | Phạm Văn Xô (1910–2005)       |                              | Nam Định        | Phó Trưởng ban Kiểm tra Trung ương Đảng Cộng sản Việt Nam | 2004       |
| 28  | Xuân Thủy (1912–1985)         |                              | Hà Nội          | Phó Chủ tịch kiêm Tổng Thư ký Hội đồng Nhà nước Cộng hòa xã hội chủ nghĩa Việt Nam | 2005       |
| 29  | Huỳnh Tấn Phát (1913–1989)    |                              | Bến Tre         | Chủ tịch chính phủ Cộng hòa Miền Nam Việt Nam, Phó thủ tướng Chính phủ nước Cộng hòa xã hội chủ nghĩa Việt Nam, Phó Chủ tịch Hội đồng Nhà nước Cộng hòa xã hội chủ nghĩa Việt Nam     | 2005       |
| 30  | Cù Huy Cận (1919–2005)        |                              | Hà Tĩnh         | Chủ tịch Ủy ban Liên hiệp các Hội Văn học Nghệ thuật toàn Việt Nam | 2005       |
| 31  | Trần Quốc Hương (1924–2020)   |                              | Hà Nam          | Trưởng ban Nội chính Trung ương Đảng Cộng sản Việt Nam | 2006       |
| 32  | Trần Nam Trung (1912–2009)    |                              | Quảng Ngãi      | Chủ nhiệm Ủy ban Thanh tra Chính phủ | 2007       |
| 33  | Hoàng Anh (1912–2016)         |                              | Huế             | Phó Thủ tướng Chính phủ nước Cộng hòa xã hội chủ nghĩa Việt Nam | 2007       |
| 34  | Lê Trọng Tấn (1914–1986)      |                              | Hà Nội          | Tổng Tham mưu trưởng Quân đội nhân dân Việt Nam | 2007       |
| 35  | Nguyễn Chánh (1914–1957)      |                              | Quảng Ngãi      | Phó Tổng tham mưu trưởng Quân đội nhân dân Việt Nam | 2007       |
| 36  | Đặng Việt Châu (1914–1990)    |                              | Nam Định        | Phó Thủ tướng Chính phủ nước Cộng hòa xã hội chủ nghĩa Việt Nam | 2007       |
| 37  | Võ Thúc Đồng (1914–2007)      | khuyết                       | Nghệ An         | Trưởng ban Nông nghiệp Trung ương | 2007       |
| 38  | Hoàng Văn Thái (1915–1986)    |                              | Thái Bình       | Tổng Tham mưu trưởng Quân đội nhân dân Việt Nam | 2007       |
| 39  | Phan Trọng Tuệ (1917–1991)    |                              | Hà Nội          | Phó Thủ tướng Chính phủ nước Cộng hòa xã hội chủ nghĩa Việt Nam | 2007       |
| 40  | Nguyễn Đức Tâm (1920–2010)    |                              | Thái Bình       | Trưởng Ban Tổ chức Trung ương Đảng Cộng sản Việt Nam | 2007       |
| 41  | Mai Chí Thọ (1922–2007)       |                              | Nam Định        | Bộ trưởng Bộ Nội vụ | 2007       |
| 42  | Nguyễn Cơ Thạch (1921–1998)   |                              | Nam Định        | Phó Chủ tịch Hội đồng Bộ trưởng nước Cộng hòa xã hội chủ nghĩa Việt Nam | 2007       |
| 43  | Nguyễn Thanh Bình (1918–2008) |                              | Bắc Ninh        | Thường trực Ban Bí thư Ban Chấp hành Trung ương Đảng Cộng sản Việt Nam | 2007       |
| 44  | Trần Kiên (1920–2004)         |                              | Quảng Ngãi      | Chủ nhiệm Ủy ban Kiểm tra Trung ương Đảng Cộng sản Việt Nam | 2007       |
| 45  | Nguyễn Văn Trân (1917–2018)   |                              | Bắc Ninh        | Viện Nghiên cứu quản lý kinh tế Trung ương | 2007       |
| 46  | Đồng Sỹ Nguyên (1923–2019)    |                              | Quảng Bình      | Phó Thủ tướng Chính phủ nước Cộng hòa xã hội chủ nghĩa Việt Nam | 2007       |
| 47  | Trần Hữu Dực (1910–1993)      |                              | Quảng Trị       | Phó Thủ tướng Chính phủ nước Cộng hòa xã hội chủ nghĩa Việt Nam | 2007       |
| 48  | Trần Quỳnh (1920–2005)        |                              | Quảng Trị       | Phó Thủ tướng Chính phủ nước Cộng hòa xã hội chủ nghĩa Việt Nam | 2007       |
| 49  | Nguyễn Côn (1916–2022)        |                              | Nghệ An         | Phó Thủ tướng Chính phủ nước Cộng hòa xã hội chủ nghĩa Việt Nam | 2007       |
| 50  | Nguyễn Lam (1921–1990)        |                              | Hà Nam          | Phó Thủ tướng Chính phủ nước Cộng hòa xã hội chủ nghĩa Việt Nam | 2007       |
| 51  | Trần Đức Lương (1937 - 2025)  |                              | Quảng Ngãi      | Chủ tịch nước Cộng hòa Xã hội Chủ nghĩa Việt Nam | 2007       |
| 52  | Nguyễn Quyết (1922–2024)      |                              | Hưng Yên        | Phó Chủ tịch Hội đồng Nhà nước Cộng hòa xã hội chủ nghĩa Việt Nam | 2007       |
| 53  | Đàm Quang Trung (1921–1995)   |                              | Cao Bằng        | Phó Chủ tịch nước Cộng hòa xã hội chủ nghĩa Việt Nam | 2007       |
| 54  | Đoàn Khuê (1923–1998)         |                              | Quảng Trị       | Bộ trưởng Bộ Quốc phòng Việt Nam, Tổng Tham mưu trưởng Quân đội nhân dân Việt Nam | 2007       |
| 55  | Hoàng Tùng (1920–2010)        |                              | Hà Nam          | Bí thư Ban Chấp hành Trung ương Đảng Cộng sản Việt Nam | 2007       |
| 56  | Trần Quyết (1922–2010)        |                              | Hà Nam          | Viện trưởng Viện kiểm sát nhân dân tối cao | 2007       |
| 57  | Vũ Oanh (1924–2022)           |                              | Hải Dương       | Trưởng ban Ban Dân vận Trung ương Đảng Cộng sản Việt Nam | 2007       |
| 58  | Lê Khả Phiêu (1931–2020)      |                              | Thanh Hóa       | Tổng Bí thư Ban Chấp hành Trung ương Đảng Cộng sản Việt Nam | 2007       |
| 59  | Phan Văn Đáng (1918–1997)     |                              | Vĩnh Long       | Phó Chủ tịch Quốc hội nước Cộng hòa xã hội chủ nghĩa Việt Nam | 2008       |
| 60  | Lê Văn Hiến (1904–1997)       |                              | Quảng Nam       | Đại sứ đặc mệnh toàn quyền nước Việt Nam Dân chủ Cộng hòa tại Lào | 2008       |
| 61  | Nguyễn Khánh Toàn (1905–1993) |                              | Huế             | Chủ nhiệm Ủy ban Khoa học Xã hội Việt Nam | 2008       |
| 62  | Phan Văn Khải (1933–2018)     |                              | TP. Hồ Chí Minh | Thủ tướng Chính phủ nước Cộng hoà xã hội chủ nghĩa Việt Nam | 2008       |
| 63  | Trần Tử Bình (1907–1967)      |                              | Hà Nam          | Đại sứ đặc mệnh toàn quyền nước Việt Nam Dân chủ cộng hòa tại tại Trung Quốc | 2008       |
| 64  | Hồ Tùng Mậu (1896–1951)       |                              | Nghệ An         | Tổng Thanh tra Chính phủ Việt Nam | 2008       |
| 65  | Nguyễn Văn Lộc (1914–1979)    |                              | Hà Nội          | Chủ nhiệm Ủy ban Thanh tra của Chính phủ nước Cộng hoà xã hội chủ nghĩa Việt Nam | 2008       |
| 66  | Dương Quang Đông (1902–2003)  | khuyết                       | Trà Vinh        | Bí thư Xứ ủy Nam Kỳ | 2008       |
| 67  | Trần Danh Tuyên (1911–1997)   | khuyết                       | Bắc Giang       | Phó trưởng Ban Đối ngoại Trung ương Đảng Cộng sản Việt Nam | 2008       |
| 68  | Trần Quý Hai (1913–1985)      |                              | Quảng Ngãi      | Phó Tổng Tham mưu trưởng Quân đội nhân dân Việt Nam | 2008       |
| 69  | Lê Chưởng (1914–1973)         |                              | Quảng Trị       | Thứ trưởng Bộ Giáo dục và Đào tạo | 2008       |
| 70  | Đinh Đức Thiện (1914–1986)    |                              | Nam Định        | Thứ trưởng Bộ Quốc phòng, Bộ trưởng Bộ Cơ khí và Luyện kim | 2008       |
| 71  | Ngô Minh Loan (1915–2001)     |                              | Nghệ An         | Bộ trưởng Bộ Lương thực và Thực phẩm | 2008       |
| 72  | Nguyễn Văn Tạo (1908–1970)    |                              | Long An         | Chủ nhiệm Văn phòng Nội chính phủ Thủ tướng | 2009       |
| 73  | Trần Văn Quang (1917–2013)    |                              | Nghệ An         | Thứ trưởng Bộ Quốc phòng Việt Nam, Phó Tổng tham mưu trưởng Quân đội nhân dân Việt Nam                                                                                                | 2009       |
| 74  | Đặng Quân Thụy (Sinh 1928)    | khuyết                       | Nam Định        | Phó Chủ tịch Quốc hội nước Cộng hòa xã hội chủ nghĩa Việt Nam | 2009       |
| 75  | Trần Đăng Ninh (1910–1955)    | khuyết                       | Hà Nội          | Chủ nhiệm Ủy ban Kiểm tra Trung ương Đảng Cộng sản Việt Nam | 2009       |
| 76  | Nguyễn Văn Tây (1910–1996)    | khuyết                       | Cần Thơ         | Thứ trưởng Bộ Tài chính Việt Nam. | 2009       |
| 77  | Hoàng Trường Minh (1922–1989) |                              | Bắc Kạn         | Phó Chủ tịch Quốc hội nước Cộng hòa xã hội chủ nghĩa Việt Nam | 2010       |
| 78  | Nguyễn Văn Tố (1889–1947)     |                              | Hà Nội          | Trưởng Ban Thường trực Quốc hội nước Việt Nam Dân chủ Cộng hòa | 2011       |
| 79  | Tôn Quang Phiệt (1900–1973)   |                              | Nghệ An         | Phó Trưởng ban Thường trực Quốc hội nước Việt Nam Dân chủ Cộng hòa, Tổng Thư ký Ủy ban Thường vụ Quốc hội                                                                             | 2011       |
| 80  | Nguyễn Xiển (1907–1997)       |                              | Nghệ An         | Phó Chủ tịch Quốc hội nước Cộng hòa xã hội chủ nghĩa Việt Nam | 2011       |
| 81  | Nguyễn Xuân Linh (1909–1988)  | Tập tin:Nguyen Xuân Linh.jpg | Nghệ An         | Thư ký Ủy ban Thường vụ Quốc hội nước Cộng hòa xã hội chủ nghĩa Việt Nam | 2011       |
| 82  | Nghiêm Xuân Yêm (1913–2001)   |                              | Hà Nội          | Phó Chủ tịch Quốc hội nước Cộng hòa xã hội chủ nghĩa Việt Nam | 2011       |
| 83  | Trương Quang Giao (1910–1983) | khuyết                       | Quảng Ngãi      | Phó Trưởng ban Tổ chức Trung ương Đảng Cộng sản Việt Nam | 2011       |
| 84  | Huỳnh Thúc Kháng (1876–1947)  |                              | Quảng Nam       | Quyền Chủ tịch nước Việt Nam Dân chủ Cộng hòa | 2013       |
| 85  | Nguyễn Trác (1904–1986)       |                              | Quảng Nam       | Phó Trưởng ban Thường trực Ban Pháp chế Văn phòng Trung ương Đảng Cộng sản Việt Nam                                                                                                   | 2013       |
| 86  | Nguyễn Văn Kỉnh (1916–1981)   |                              | TP. Hồ Chí Minh | Phó Ban Tuyên huấn Trung ương Đảng Cộng sản Việt Nam, Đại sứ Việt Nam tại Liên Xô | 2017       |
| 87  | Trần Quý Kiên (1911–1965)     |                              | Hà Nội          | Bí thư Thành ủy Hà Nội, Bí thư đảng ủy khối các cơ quan trung ương | 2018       |
| 88  | Nguyễn Phú Trọng (1944–2024)  |                              | Hà Nội          | Tổng bí thư Ban Chấp hành Trung ương Đảng Cộng sản Việt Nam, Chủ tịch nước Cộng hòa Xã hội chủ nghĩa Việt Nam, Chủ tịch Quốc hội nước Cộng hòa Xã hội chủ nghĩa Việt Nam              | 2024       |
| 89  | Nông Đức Mạnh (Sinh 1940)     |                              | Bắc Kạn         | Tổng bí thư Ban Chấp hành Trung ương Đảng Cộng sản Việt Nam, Chủ tịch Quốc hội nước Cộng hòa Xã hội chủ nghĩa Việt Nam                                                                | 2025       |
| 90  | Nguyễn Tấn Dũng (Sinh 1949)   |                              | Cà Mau          | Thủ tướng Chính phủ nước Cộng hòa Xã hội chủ nghĩa Việt Nam | 2025       |

### Thống kê theo quê quán
Lưu ý: Số liệu được thống kê dựa trên phân chia địa giới hành chính hiện hành
| Tỉnh/thành      | Số lượng huân chương |
| --------------- | -------------------- |
| Hà Nội          | 11                   |
| Nghệ An         | 11                   |
| Nam Định        | 9                    |
| Quảng Ngãi      | 7                    |
| Bắc Ninh        | 4                    |
| Hà Nam          | 5                    |
| Huế             | 5                    |
| Quảng Trị       | 5                    |
| Quảng Nam       | 4                    |
| Hải Dương       | 3                    |
| Vĩnh Long       | 3                    |
| Hưng Yên        | 3                    |
| Long An         | 2                    |
| Quảng Bình      | 2                    |
| Thái Bình       | 2                    |
| TP. Hồ Chí Minh | 2                    |
| Bắc Kạn         | 2                    |
| An Giang        | 1                    |
| Bắc Giang       | 1                    |
| Bến Tre         | 1                    |
| Cần Thơ         | 1                    |
| Cao Bằng        | 1                    |
| Hà Tĩnh         | 1                    |
| Thanh Hóa       | 1                    |
| Đồng Tháp       | 1                    |
| Trà Vinh        | 1                    |
| Cà Mau          | 1                    |
| Tổng cộng       | 90                   |

## Danh sách các cá nhân nước ngoài được tặng, truy tặng
Lưu ý: Quốc tịch tính theo năm trao tặng.
| STT | Tên (Năm sinh–mất)                          | Chân dung | Quốc tịch  | Chức vụ cao nhất | Năm  |
| --- | ------------------------------------------- | --------- | ---------- | --- | ---- |
| 1   | Leonid Ilyich Brezhnev (1906–1982)          |           | Liên Xô    | Tổng Bí thư Ban Chấp hành Trung ương Đảng Cộng sản Liên Xô | 1980 |
| 2   | Alexei Nikolayevich Kosygin (1904–1980)     |           | Liên Xô    | Chủ tịch Hội đồng Bộ trưởng Liên Xô | 1980 |
| 3   | Mikhail Andreyevich Suslov (1902–1982)      |           | Liên Xô    | Bí thư thứ hai Ban Chấp hành Trung ương Đảng Cộng sản Liên Xô | 1980 |
| 4   | Souphanouvong (1909–1995)                   |           | Lào        | Chủ tịch nước Cộng hòa Dân chủ Nhân dân Lào | 1981 |
| 5   | Kaysone Phomvihane (1920–1992)              |           | Lào        | Tổng Bí thư Ban Chấp hành Trung ương Đảng Nhân dân Cách mạng Lào, Thủ tướng Chính phủ nước Cộng hòa Dân chủ Nhân dân Lào, Chủ tịch nước Cộng hòa Dân chủ Nhân dân Lào | 1981 |
| 6   | János Kádár (1912–1989)                     |           | Hungary    | Bí thư thứ nhất Ban Chấp hành Trung ương Đảng Công nhân xã hội chủ nghĩa Hungary                                                                                      | 1982 |
| 7   | Nikolay Aleksandrovich Tikhonov (1905–1997) |           | Liên Xô    | Chủ tịch Hội đồng Bộ trưởng Liên Xô | 1982 |
| 8   | Todor Hristov Zhivkov (1911–1998)           |           | Bulgaria   | Bí thư thứ nhất Ban chấp hành Trung ương Đảng Cộng sản Bulgaria | 1982 |
| 9   | Yumjaagiin Tsedenbal (1916–1991)            |           | Mông Cổ    | Tổng bí thư Đảng Nhân dân Mông Cổ, Thủ tướng Mông Cổ | 1982 |
| 10  | Fidel Castro (1926–2016)                    |           | Cuba       | Bí thư thứ nhất Ban Chấp hành Trung ương Đảng Cộng sản Cuba, Chủ tịch Hội đồng Nhà nước Cuba, Chủ tịch Hội đồng Bộ trưởng Cuba, Thủ tướng Cuba                        | 1982 |
| 11  | Erich Honecker (1912–1994)                  |           | Đông Đức   | Tổng bí thư Đảng Xã hội chủ nghĩa Thống nhất Đức, Chủ tịch Hội đồng Nhà nước Cộng hòa Dân chủ Đức                                                                     | 1982 |
| 12  | Gustáv Husák (1913–1991)                    |           | Tiệp Khắc  | Chủ tịch nước Cộng hòa xã hội chủ nghĩa Tiệp Khắc | 1982 |
| 13  | Wojciech Witold Jaruzelski (1923–2014)      |           | Ba Lan     | Chủ tịch Hội đồng Bộ trưởng Cộng hòa Nhân dân Ba Lan | 1983 |
| 14  | Losonczi Pál (1919–2005)                    |           | Hungary    | Chủ tịch Hội đồng Chủ tịch Cộng hòa Nhân dân Hungary | 1984 |
| 15  | Indira Gandhi (1917–1984)                   |           | Ấn Độ      | Thủ tướng Cộng hòa Ấn Độ | 1985 |
| 16  | Mikhail Sergeyevich Gorbachyov (1931–2022)  |           | Liên Xô    | Tổng bí thư Ban Chấp hành Trung ương Đảng Cộng sản Liên Xô | 1985 |
| 17  | Heng Samrin (Sinh 1934)                     |           | Campuchia  | Tổng Bí thư Ban Chấp hành Trung ương Đảng Nhân dân Campuchia, Chủ tịch Quốc hội Campuchia                                                                             | 1986 |
| 18  | Jambyn Batmönkh (1926–1997)                 |           | Mông Cổ    | Tổng Bí thư Ủy ban Trung ương Đảng Nhân dân Cách mạng Mông Cổ, Chủ tịch Đoàn Chủ tịch Quốc hội Cộng hòa Nhân dân Mông Cổ                                              | 1986 |
| 19  | Kim Il-sung (1912–1994)                     |           | Triều Tiên | Chủ tịch nước Cộng hoà Dân chủ Nhân dân Triều Tiên, Thủ tướng Cộng hoà Dân chủ Nhân dân Triều Tiên                                                                    | 1987 |
| 20  | Sanzō Nosaka (1892–1993)                    |           | Nhật Bản   | Chủ tịch danh dự Ban Chấp hành Trung ương Đảng Cộng sản Nhật Bản | 1987 |
| 21  | Miyamoto Kenji (1908–2007)                  |           | Nhật Bản   | Chủ tịch Ban Chấp hành Trung ương Đảng Cộng sản Nhật Bản | 1988 |
| 22  | Nouhak Phoumsavanh (1910–2008)              |           | Lào        | Chủ tịch nước Cộng hòa Dân chủ Nhân dân Lào | 1989 |
| 23  | Say Phouthang (1920–2016)                   |           | Campuchia  | Phó Chủ tịch Hội đồng Nhà nước Campuchia | 1989 |
| 24  | Bu Thoong (1938–2019)                       | khuyết    | Campuchia  | Phó Chủ tịch Hội đồng Nhà nước Campuchia, Bộ trưởng Bộ Quốc phòng Campuchia                                                                                           | 1990 |
| 25  | Khamtay Siphandone (1924–2025)              |           | Lào        | Chủ tịch Ban Chấp hành Trung ương Đảng Nhân dân Cách mạng Lào, Chủ tịch nước Cộng hòa Dân chủ Nhân dân Lào, Thủ tướng Chính phủ nước Cộng hòa Dân chủ Nhân dân Lào    | 1993 |
| 26  | Choummaly Sayasone (Sinh 1936)              |           | Lào        | Tổng Bí thư Ban Chấp hành Trung ương Đảng Nhân dân Cách mạng Lào, Chủ tịch nước Cộng hòa Dân chủ Nhân dân Lào                                                         | 2006 |
| 27  | Samane Vignaket (1927–2016)                 |           | Lào        | Chủ tịch Quốc hội nước Cộng hòa Dân chủ Nhân dân Lào | 2007 |
| 28  | Sisavath Keobounphanh (1928–2020)           |           | Lào        | Thủ tướng Chính phủ nước Cộng hòa Dân chủ Nhân dân Lào | 2007 |
| 29  | Bounnhang Vorachith (Sinh 1937)             |           | Lào        | Tổng Bí thư Ban Chấp hành Trung ương Đảng Nhân dân Cách mạng Lào, Chủ tịch nước Cộng hoà Dân chủ Nhân dân Lào, Thủ tướng Chính phủ nước Cộng hòa Dân chủ Nhân dân Lào | 2007 |
| 30  | Thongloun Sisoulith (Sinh 1945)             |           | Lào        | Tổng Bí thư Ban Chấp hành Trung ương Đảng Nhân dân Cách mạng Lào, Chủ tịch nước Cộng hoà Dân chủ Nhân dân Lào, Thủ tướng Chính phủ nước Cộng hòa Dân chủ Nhân dân Lào | 2017 |
| 31  | Raúl Castro (Sinh 1931)                     |           | Cuba       | Bí thư thứ nhất Ban Chấp hành Trung ương Đảng Cộng sản Cuba, Chủ tịch Hội đồng Nhà nước Cộng hòa Cuba, Chủ tịch Hội đồng Bộ trưởng Cộng hòa Cuba                      | 2018 |
| 32  | Phankham Viphavanh (Sinh 1951)              |           | Lào        | Thủ tướng Chính phủ nước Cộng hòa Dân chủ Nhân dân Lào | 2022 |
| 33  | Saysomphone Phomvihane (Sinh 1956)          | khuyết    | Lào        | Chủ tịch Quốc hội nước Cộng hòa Dân chủ Nhân dân Lào | 2022 |

### Thống kê theo quốc tịch
| Quốc gia   | Số lượng Huân chương |
| ---------- | -------------------- |
| Lào        | 11                   |
| Liên Xô    | 5                    |
| Campuchia  | 3                    |
| Cuba       | 2                    |
| Hungary    | 2                    |
| Mông Cổ    | 2                    |
| Nhật Bản   | 2                    |
| Ấn Độ      | 1                    |
| Ba Lan     | 1                    |
| Triều Tiên | 1                    |
| Bulgaria   | 1                    |
| Đông Đức   | 1                    |
| Tiệp Khắc  | 1                    |
| Tổng cộng  | 33                   |

## Danh sách những tập thể được trao tặng
Lưu ý: Tính cả tập thể của nước ngoài
| Đơn vị                                                                         | Số lần nhận | Năm tặng thưởng              | Ghi chú |
| ------------------------------------------------------------------------------ | ----------- | ---------------------------- | --- |
| Quân đội Nhân dân Việt Nam                                                     | 5 lần       | 1974, 1979, 1984, 1999, 2014 | |
| Công an Nhân dân Việt Nam                                                      | 5 lần       | 1980, 1985, 2000, 2015, 2025 | |
| Mặt trận Tổ quốc Việt Nam                                                      | 2 lần       | 1980, 2010                   | |
| Thành phố Hà Nội                                                               | 3 lần       | 1984, 2004, 2010             | |
| Tổng Liên đoàn Lao động Việt Nam                                               | 2 lần       | 1984, 2009                   | |
| Quân khu 1                                                                     | 1 lần       | 1985                         | |
| Quân khu 2                                                                     | 2 lần       | 1985, 2011                   | |
| Quân khu 3                                                                     | 2 lần       | 1985, 2010                   | |
| Quân khu 4                                                                     | 2 lần       | 1985, 2010                   | |
| Quân khu 5                                                                     | 2 lần       | 1985, 2011                   | |
| Quân khu 7                                                                     | 2 lần       | 1985, 2010                   | |
| Quân khu 9                                                                     | 3 lần       | 1985, 1988, 2010             | |
| Quân chủng Hải quân                                                            | 2 lần       | 1985, 2010                   | |
| Quân chủng Phòng không - Không quân                                            | 2 lần       | 1985, 2013                   | Năm 1985 được trao cho hai quân chủng Phòng không và Không quân, đến năm 1999 hai quân chủng sáp nhập lại nên tính chung là 1 lần |
| Tỉnh Thanh Hóa                                                                 |             | 1985                         | Nghị quyết số 628KT/HĐNN7 ngày 26 tháng 3 năm 1985 quyết định tặng thưởng 35 Huân chương Sao Vàng cho 35 địa phương đã có công lao và thành tích to lớn trong 40 năm đấu tranh cách mạng, chiến đấu chống ngoại xâm, xây dựng và bảo vệ Tổ quốc xã hội chủ nghĩa. |
| Tỉnh Đắk Lắk                                                                   |             | 1985                         | Nghị quyết số 628KT/HĐNN7 ngày 26 tháng 3 năm 1985 quyết định tặng thưởng 35 Huân chương Sao Vàng cho 35 địa phương đã có công lao và thành tích to lớn trong 40 năm đấu tranh cách mạng, chiến đấu chống ngoại xâm, xây dựng và bảo vệ Tổ quốc xã hội chủ nghĩa. |
| Tỉnh Gia Lai – Kon Tum                                                         |             | 1985                         | Nghị quyết số 628KT/HĐNN7 ngày 26 tháng 3 năm 1985 quyết định tặng thưởng 35 Huân chương Sao Vàng cho 35 địa phương đã có công lao và thành tích to lớn trong 40 năm đấu tranh cách mạng, chiến đấu chống ngoại xâm, xây dựng và bảo vệ Tổ quốc xã hội chủ nghĩa. |
| Tỉnh Bình Trị Thiên                                                            |             | 1985                         | Nghị quyết số 628KT/HĐNN7 ngày 26 tháng 3 năm 1985 quyết định tặng thưởng 35 Huân chương Sao Vàng cho 35 địa phương đã có công lao và thành tích to lớn trong 40 năm đấu tranh cách mạng, chiến đấu chống ngoại xâm, xây dựng và bảo vệ Tổ quốc xã hội chủ nghĩa. |
| Tỉnh Quảng Nam – Đà Nẵng                                                       |             | 1985                         | Nghị quyết số 628KT/HĐNN7 ngày 26 tháng 3 năm 1985 quyết định tặng thưởng 35 Huân chương Sao Vàng cho 35 địa phương đã có công lao và thành tích to lớn trong 40 năm đấu tranh cách mạng, chiến đấu chống ngoại xâm, xây dựng và bảo vệ Tổ quốc xã hội chủ nghĩa. |
| Tỉnh Sơn La                                                                    |             | 1985                         | Nghị quyết số 628KT/HĐNN7 ngày 26 tháng 3 năm 1985 quyết định tặng thưởng 35 Huân chương Sao Vàng cho 35 địa phương đã có công lao và thành tích to lớn trong 40 năm đấu tranh cách mạng, chiến đấu chống ngoại xâm, xây dựng và bảo vệ Tổ quốc xã hội chủ nghĩa. |
| Tỉnh Lai Châu                                                                  |             | 1985                         | Nghị quyết số 628KT/HĐNN7 ngày 26 tháng 3 năm 1985 quyết định tặng thưởng 35 Huân chương Sao Vàng cho 35 địa phương đã có công lao và thành tích to lớn trong 40 năm đấu tranh cách mạng, chiến đấu chống ngoại xâm, xây dựng và bảo vệ Tổ quốc xã hội chủ nghĩa. |
| Tỉnh Hà Tuyên                                                                  |             | 1985                         | Nghị quyết số 628KT/HĐNN7 ngày 26 tháng 3 năm 1985 quyết định tặng thưởng 35 Huân chương Sao Vàng cho 35 địa phương đã có công lao và thành tích to lớn trong 40 năm đấu tranh cách mạng, chiến đấu chống ngoại xâm, xây dựng và bảo vệ Tổ quốc xã hội chủ nghĩa. |
| Tỉnh Hoàng Liên Sơn                                                            |             | 1985                         | Nghị quyết số 628KT/HĐNN7 ngày 26 tháng 3 năm 1985 quyết định tặng thưởng 35 Huân chương Sao Vàng cho 35 địa phương đã có công lao và thành tích to lớn trong 40 năm đấu tranh cách mạng, chiến đấu chống ngoại xâm, xây dựng và bảo vệ Tổ quốc xã hội chủ nghĩa. |
| Tỉnh Vĩnh Phú                                                                  |             | 1985                         | Nghị quyết số 628KT/HĐNN7 ngày 26 tháng 3 năm 1985 quyết định tặng thưởng 35 Huân chương Sao Vàng cho 35 địa phương đã có công lao và thành tích to lớn trong 40 năm đấu tranh cách mạng, chiến đấu chống ngoại xâm, xây dựng và bảo vệ Tổ quốc xã hội chủ nghĩa. |
| Tỉnh Tây Ninh                                                                  |             | 1985                         | Nghị quyết số 628KT/HĐNN7 ngày 26 tháng 3 năm 1985 quyết định tặng thưởng 35 Huân chương Sao Vàng cho 35 địa phương đã có công lao và thành tích to lớn trong 40 năm đấu tranh cách mạng, chiến đấu chống ngoại xâm, xây dựng và bảo vệ Tổ quốc xã hội chủ nghĩa. |
| Tỉnh Bến Tre                                                                   |             | 1985                         | Nghị quyết số 628KT/HĐNN7 ngày 26 tháng 3 năm 1985 quyết định tặng thưởng 35 Huân chương Sao Vàng cho 35 địa phương đã có công lao và thành tích to lớn trong 40 năm đấu tranh cách mạng, chiến đấu chống ngoại xâm, xây dựng và bảo vệ Tổ quốc xã hội chủ nghĩa. |
| Tỉnh Đồng Tháp                                                                 |             | 1985                         | Nghị quyết số 628KT/HĐNN7 ngày 26 tháng 3 năm 1985 quyết định tặng thưởng 35 Huân chương Sao Vàng cho 35 địa phương đã có công lao và thành tích to lớn trong 40 năm đấu tranh cách mạng, chiến đấu chống ngoại xâm, xây dựng và bảo vệ Tổ quốc xã hội chủ nghĩa. |
| Tỉnh Cửu Long                                                                  |             | 1985                         | Nghị quyết số 628KT/HĐNN7 ngày 26 tháng 3 năm 1985 quyết định tặng thưởng 35 Huân chương Sao Vàng cho 35 địa phương đã có công lao và thành tích to lớn trong 40 năm đấu tranh cách mạng, chiến đấu chống ngoại xâm, xây dựng và bảo vệ Tổ quốc xã hội chủ nghĩa. |
| Tỉnh Cà Mau                                                                    |             | 1985                         | Nghị quyết số 628KT/HĐNN7 ngày 26 tháng 3 năm 1985 quyết định tặng thưởng 35 Huân chương Sao Vàng cho 35 địa phương đã có công lao và thành tích to lớn trong 40 năm đấu tranh cách mạng, chiến đấu chống ngoại xâm, xây dựng và bảo vệ Tổ quốc xã hội chủ nghĩa. |
| Hội Liên hiệp Phụ nữ Việt Nam                                                  |             | 1985, 2010                   | |
| Đoàn Thanh niên Cộng sản Hồ Chí Minh                                           | 2 lần       | 1985, 2011                   | |
| Hội Nông dân Việt Nam                                                          | 2 lần       | 1988, 2010                   | |
| Đảng Dân chủ Việt Nam                                                          |             | 1988                         | Giải thể năm 1988 |
| Đảng Xã hội Việt Nam                                                           |             | 1988                         | Giải thể năm 1988 |
| Thành phố Hồ Chí Minh                                                          | 2 lần       | 1990, 2010                   | |
| Tổng cục An ninh                                                               | 2 lần       | 1995, 2006                   | Ngừng hoạt động từ năm 2018 |
| Tổng cục Tình báo, Bộ Công an                                                  | 2 lần       | 1995, 2006                   | Đà ngưng hoạt động |
| Tổng cục Tình báo Quốc phòng                                                   |             | 1995                         | |
| Ngành Bưu điện Việt Nam                                                        |             | 1995                         | Nay là Tổng công ty Bưu điện Việt Nam |
| Bộ Văn hóa - Thông tin                                                         |             | 1995                         | Từ năm 2007 đã tổ chức lại thành Bộ Văn hóa, Thể thao và Du lịch |
| Bộ Ngoại giao                                                                  | 2 lần       | 1995, 2015                   | |
| Thông tấn xã Việt Nam                                                          |             | 1995                         | |
| Đài Tiếng nói Việt Nam                                                         |             | 1995                         | |
| Ngành Than Việt Nam                                                            |             | 1996                         | Nay là Tập đoàn Công nghiệp Than - Khoáng sản Việt Nam |
| Học viện Chính trị Quốc gia Hồ Chí Minh                                        |             | 1996                         | |
| Báo Nhân Dân                                                                   |             | 1996                         | |
| Bộ đội Trường Sơn (Đoàn 559)                                                   |             | 1999                         | |
| Lực lượng quân tình nguyện và chuyên gia quân sự Việt Nam tại Lào              |             | 1999                         | |
| Bộ Tổng tham mưu Quân đội nhân dân Việt Nam                                    |             | 2015                         | |
| Tổng cục chính trị Quân đội nhân dân Việt Nam                                  |             | 2000                         | |
| Bộ Kế hoạch và Đầu tư                                                          |             | 2000                         | |
| Đội Thiếu niên Tiền phong Hồ Chí Minh                                          |             | 2001                         | |
| Ban Tư tưởng Văn hoá Trung ương Đảng                                           |             | 2002                         | Nay là Ban Tuyên giáo Trung ương Đảng |
| Ban Kinh tế Trung ương Đảng                                                    |             | 2002                         | |
| Ban Dân vận Trung ương Đảng                                                    |             | 2002                         | |
| Tổng cục Cảnh sát                                                              |             | 2003                         | |
| Ban Đối ngoại Trung ương Đảng                                                  |             | 2003                         | |
| Bộ Tư lệnh Cảnh vệ                                                             |             | 2003                         | |
| Tạp chí Cộng sản                                                               |             | 2003                         | |
| Bộ đội Biên phòng Việt Nam                                                     |             | 2004                         | |
| Tổng cục Hậu cần                                                               |             | 2004                         | |
| Tổng cục Kỹ thuật (Bộ Quốc phòng)                                              |             | 2004                         | |
| Ngành Điện lực Việt Nam                                                        |             | 2004                         | |
| Ngành Cơ yếu Việt Nam                                                          |             | 2005                         | |
| Tòa án Nhân dân Tối cao                                                        |             | 2005                         | |
| Văn phòng Chính phủ                                                            |             | 2005                         | |
| Bộ Nội vụ                                                                      |             | 2005                         | |
| Bộ Y tế                                                                        |             | 2005                         | |
| Nhà Xuất bản Chính trị Quốc gia                                                |             | 2005                         | |
| Đại học Quốc gia Hà Nội                                                        |             | 2006                         | |
| Ngân hàng Nhà nước Việt Nam                                                    |             | 2006                         | |
| Văn phòng Quốc hội                                                             |             | 2006                         | |
| Báo Quân đội Nhân dân                                                          |             | 2006                         | |
| Trường Đại học Y Hà Nội                                                        |             | 2007                         | |
| Binh chủng Đặc công                                                            |             | 2007                         | |
| Bộ Thủy sản                                                                    |             | 2007                         | Từ năm 2007 được sáp nhập vào Bộ Nông nghiệp và Phát triển Nông thôn |
| Hội Nhà văn Việt Nam                                                           |             | 2007                         | |
| Hội Mỹ thuật Việt Nam                                                          |             | 2007                         | |
| Hội Nhạc sĩ Việt Nam                                                           |             | 2007                         | |
| Cục Bảo vệ Chính trị I, Bộ Công an                                             |             | 2008                         | Nay là Cục An ninh đối ngoại |
| Hội Kiến trúc sư Việt Nam                                                      |             | 2008                         | |
| Hội Nghệ sĩ Sân khấu Việt Nam                                                  |             | 2008                         | |
| Viện Hàn lâm Khoa học và Xã hội Việt Nam                                       |             | 2008                         | |
| Viện Khoa học Xã hội Việt Nam                                                  |             | 2008                         | |
| Ủy ban Kiểm tra Trung ương Đảng                                                |             | 2008                         | |
| Tỉnh Vĩnh Phúc                                                                 |             | 2009                         | |
| Binh chủng Tăng-Thiết giáp                                                     |             | 2009                         | |
| Học viện Quân y                                                                |             | 2009                         | |
| Viện Kiểm sát Nhân dân Tối cao                                                 |             | 2010                         | |
| Ủy ban Dân tộc                                                                 |             | 2010                         | |
| Thanh tra Chính phủ                                                            |             | 2010                         | Hay còn gọi là Ngành Thanh tra Việt Nam |
| Hội Nhà báo Việt Nam                                                           |             | 2010                         | Hay còn gọi là Lực lượng Báo chí Cách mạng Việt Nam |
| Công an thành phố Hà Nội                                                       |             | 2010                         | |
| Lực lượng Thanh niên Xung phong Việt Nam                                       |             | 2010                         | |
| Hội Sinh viên Việt Nam                                                         |             | 2010                         | |
| Hội Người cao tuổi Việt Nam                                                    |             | 2010                         | |
| Bộ Khoa học và Công nghệ                                                       |             | 2010                         | |
| Tổng Công ty Đường sắt Việt Nam                                                |             | 2010                         | Còn được gọi là Ngành Đường sắt Việt Nam |
| Ngành Địa chất Việt Nam                                                        |             | 2010                         | |
| Tập đoàn Dầu khí Quốc gia Việt Nam                                             |             | 2010                         | |
| Tập đoàn Dệt may Việt Nam                                                      |             | 2010                         | |
| Bộ Khoa học và Công nghệ                                                       |             | 2010                         | |
| Liên doanh Việt-Nga Vietsovpetro                                               |             | 2010                         | |
| Bộ Tư pháp                                                                     |             | 2010                         | |
| Học viện Lục quân                                                              |             | 2011                         | |
| Bộ Tư lệnh Thủ đô Hà Nội                                                       |             | 2011                         | |
| Học viện Chính trị Quân đội                                                    |             | 2011                         | |
| Học viện An ninh Nhân dân                                                      |             | 2011                         | |
| Học viện Hậu cần                                                               |             | 2011                         | |
| Bệnh viện Trung ương Quân đội 108                                              |             | 2011                         | |
| Binh chủng Công binh                                                           |             | 2011                         | |
| Cục Quân khí, (Tổng cục Kỹ thuật)                                              |             | 2011                         | |
| Tập đoàn Công nghiệp Cao su Việt Nam                                           |             | 2012                         | |
| Dân quân tự vệ                                                                 |             | 2015                         | |
| Liên hiệp các Hội Văn học nghệ thuật Việt Nam                                  |             | 2018                         | |
| Lực lượng chuyên gia Việt Nam giúp Cách mạng Cam-pu-chia (giai đoạn 1979-1989) |             | 2019                         | |
| Lực lượng vũ trang nhân dân Lào                                                |             | 2019                         | |
| Bộ Tài chính                                                                   |             | [ cần dẫn nguồn ]            | |